# Cámara de Diputados de la Provincia de Salta
La Cámara de Diputados de la Provincia de Salta es una de las dos Cámaras que constituye el Poder Legislativo provincial. El Cuerpo está integrado por 60 diputados, quienes representan directamente al pueblo de la provincia, tomándose sus departamentos como distritos electorales. Los diputados tienen mandatos de cuatro años, los cuales pueden ser reelectos por dos periodos de acuerdo a la nueva Constitución provincial, reformada parcialmente en 2021. Cada dos años, la Cámara renueva la mitad de sus miembros. Las autoridades de la Cámara de Diputados son electas por sus miembros cada dos años, según lo establece el Reglamento del Cuerpo. El diputado que ocupa la presidencia, se encuentra cuarta en el orden sucesorio, en caso de acefalía de la Gobernación de la Provincia.

## Autoridades
De acuerdo a la elección de autoridades realizada en la sesión del 24 de noviembre de 2019, se proclamó al diputado Esteban Amat Lacroix como presidente de la Cámara de Diputados; al diputado Ignacio Jarsún Lamónaca como vicepresidente primero; y a la diputada Alejandra Beatriz Navarro como vicepresidenta segunda. En tanto, se designó al Dr. Raúl Romeo Medina como Secretario Legislativo; y al Dr. Gastón Galíndez como Secretario Administrativo. Asimismo, al Dr. Pedro Mellado como ProSecretario Legislativo, y a la  CPN Margarita Vega como ProSecretaria Administrativa.

## Diputados por Departamento
| Departamento           | Diputados |
| ---------------------- | --------- |
| Anta                   | 3         |
| Cachi                  | 1         |
| Cafayate               | 1         |
| Capital                | 19        |
| Cerrillos              | 2         |
| Chicoana               | 1         |
| General Güemes         | 2         |
| General San Martín     | 6         |
| Guachipas              | 1         |
| Iruya                  | 1         |
| La Caldera             | 1         |
| La Candelaria          | 1         |
| La Poma                | 1         |
| La Viña                | 1         |
| Los Andes              | 1         |
| Metán                  | 3         |
| Molinos                | 1         |
| Orán                   | 6         |
| Rivadavia              | 2         |
| Rosario de la Frontera | 2         |
| Rosario de Lerma       | 2         |
| San Carlos             | 1         |
| Santa Victoria         | 1         |
| Total                  | 60        |

## Composición actual (2023-2025)
| Departamento           | Diputado                             | Bloque | Bloque                                 | Inicio del Mandato | Fin del Mandato |
| ---------------------- | ------------------------------------ | ------ | -------------------------------------- | ------------------ | --------------- |
| Anta                   | Enzo Gabriel Alabi                   |        | Más Salta                              | 2023               | 2025            |
| Anta                   | Marcela del Valle Leguina            |        | Justicialista Gustavo Sáenz Conducción | 2021               | 2025            |
| Anta                   | Javier Marcelo Paz                   |        | Justicialista Gustavo Sáenz Conducción | 2021               | 2025            |
| Cachi                  | Federico Miguel Cañizares            |        | Justicialista Gustavo Sáenz Conducción | 2021               | 2025            |
| Cafayate               | Patricio Peñalba Arias               |        | Justicialista Gustavo Sáenz Conducción | 2021               | 2025            |
| Capital                | Bernardo José Biella Calvet          |        | Salta Independiente                    | 2021               | 2025            |
| Capital                | Laura Deolinda Cartuccia             |        | Justicialista Gustavo Sáenz Conducción | 2023               | 2027            |
| Capital                | Roque Ramón Cornejo Avellaneda       |        | La Libertad Avanza                     | 2021               | 2025            |
| Capital                | Isabel Marcelina de Vita             |        | Todos                                  | 2021               | 2025            |
| Capital                | Guillermo Mario Durand Cornejo       |        | Conservador Popular                    | 2023               | 2027            |
| Capital                | Juan José Esteban                    |        | Justicialista Gustavo Sáenz Conducción | 2023               | 2027            |
| Capital                | Omar Exeni Armiñana                  |        | Salta Federal                          | 2023               | 2027            |
| Capital                | Adriana Soledad Farfán               |        | Unión Cívica Radical                   | 2023               | 2027            |
| Capital                | María Cristina Frísoli               |        | Salta Independiente                    | 2021               | 2025            |
| Capital                | José Miguel Gauffin                  |        | PRO                                    | 2023               | 2027            |
| Capital                | Mónica Gabriela Juárez               |        | Dr. René Favaloro                      | 2023               | 2027            |
| Capital                | Víctor Manuel "Vitín" Lamberto       |        | Salta Tiene Futuro                     | 2021               | 2025            |
| Capital                | David Jesús Leiva                    |        | Memoria y Movilización Social          | 2021               | 2025            |
| Capital                | Juan Esteban Romero                  |        | Salta Tiene Futuro                     | 2021               | 2025            |
| Capital                | Juan Carlos Francisco Roque Posse    |        | Salta Tiene Futuro                     | 2021               | 2025            |
| Capital                | María Verónica Saicha Ibáñez         |        | Salta Tiene Futuro                     | 2021               | 2025            |
| Capital                | Sofía Sierra                         |        | PRO                                    | 2021               | 2025            |
| Capital                | Adrián Alfredo Valenzuela Giantomasi |        | Justicialista Gustavo Sáenz Conducción | 2023               | 2027            |
| Capital                | María del Socorro Villamayor         |        | Salta Tiene Futuro                     | 2023               | 2027            |
| Cerrillos              | Luis Fernando Albeza                 |        | Justicialista Gustavo Sáenz Conducción | 2023               | 2027            |
| Cerrillos              | Carlos Ignacio Jorge de la Zerda     |        | Justicialista Gustavo Sáenz Conducción | 2023               | 2027            |
| Chicoana               | María Del Socorro López              |        | Justicialista Gustavo Sáenz Conducción | 2021               | 2025            |
| General Güemes         | Germán Darío Rallé                   |        | Justicialista Gustavo Sáenz Conducción | 2023               | 2027            |
| General Güemes         | Daniel Alejandro Segura Giménez      |        | Más Salta                              | 2023               | 2027            |
| General San Martín     | Edgar Gonzalo Domínguez              |        | Justicialista Gustavo Sáenz Conducción | 2023               | 2027            |
| General San Martín     | Mirtha Esther Miller                 |        | Evita Conducción                       | 2023               | 2027            |
| General San Martín     | Matías Monteagudo                    |        | Unión Salteña - UCR                    | 2023               | 2027            |
| General San Martín     | Gladys Lidia Paredes                 |        | Más Salta                              | 2021               | 2025            |
| General San Martín     | Jorge Miguel Restom                  |        | Todos                                  | 2021               | 2025            |
| General San Martín     | Santiago Raúl Vargas                 |        | Unión Salteña - UCR                    | 2021               | 2025            |
| Guachipas              | Néstor Eduardo Parra                 |        | Salta Tiene Futuro                     | 2023               | 2027            |
| Iruya                  | Ricardo Germán Vargas                |        | Justicialista Gustavo Sáenz Conducción | 2021               | 2025            |
| La Caldera             | Luis Gerardo Mendaña                 |        | Justicialista Gustavo Sáenz Conducción | 2023               | 2027            |
| La Candelaria          | Manuel Norberto Paz                  |        | Justicialista Gustavo Sáenz Conducción | 2023               | 2027            |
| La Poma                | Ernesto Rosario Tapia                |        | Justicialista Gustavo Sáenz Conducción | 2023               | 2027            |
| La Viña                | Esteban Amat Lacroix                 |        | Justicialista Gustavo Sáenz Conducción | 2023               | 2027            |
| Los Andes              | Gerónimo Avelino Arjona              |        | Justicialista Gustavo Sáenz Conducción | 2023               | 2027            |
| Metán                  | Gustavo Bernardo Dantur              |        | Más Salta                              | 2021               | 2025            |
| Metán                  | Nancy Liliana Jaime                  |        | Más Salta                              | 2021               | 2025            |
| Metán                  | Antonio Sebastián Otero              |        | Salta Federal                          | 2021               | 2025            |
| Molinos                | Fabio Enrique López                  |        | Justicialista Gustavo Sáenz Conducción | 2023               | 2027            |
| Orán                   | Carolina Rosana Ceaglio              |        | Justicialista Gustavo Sáenz Conducción | 2021               | 2025            |
| Orán                   | Patricia del Carmen Hucena           |        | Justicialista Gustavo Sáenz Conducción | 2023               | 2027            |
| Orán                   | Sergio Gerardo Oliva                 |        | Justicialista Gustavo Sáenz Conducción | 2023               | 2027            |
| Orán                   | Teodora Ramona Riquelme              |        | Justicialista Gustavo Sáenz Conducción | 2021               | 2025            |
| Orán                   | Claudia Gloria Seco                  |        | Salta Federal                          | 2021               | 2025            |
| Orán                   | David Taranto                        |        | Salta Tiene Futuro                     | 2023               | 2027            |
| Rivadavia              | Moisés Justiniano Balderrama         |        | Justicialista Gustavo Sáenz Conducción | 2021               | 2025            |
| Rivadavia              | Rogelio Guaipo Segundo               |        | Justicialista Gustavo Sáenz Conducción | 2021               | 2025            |
| Rosario de la Frontera | Pablo Raúl Alejandro Gómez           |        | Justicialista Gustavo Sáenz Conducción | 2021               | 2025            |
| Rosario de la Frontera | Gustavo Orlando Orozco               |        | Cambia Salta (TAC)                     | 2021               | 2025            |
| Rosario de Lerma       | Griselda Edith Galleguillos          |        | Frente Liberal Salteño                 | 2023               | 2027            |
| Rosario de Lerma       | Antonio Nicolás Taibo                |        | Justicialista Gustavo Sáenz Conducción | 2023               | 2027            |
| San Carlos             | Héctor Raúl Vargas                   |        | Justicialista Gustavo Sáenz Conducción | 2023               | 2027            |
| Santa Victoria         | Enzo Hernán Chauque                  |        | Justicialista Gustavo Sáenz Conducción | 2023               | 2027            |

## Composición histórica
| 2021-2023              | 2021-2023                                | 2021-2023 | 2021-2023                              | 2021-2023          | 2021-2023       |
| Departamento           | Diputado                                 | Bloque    | Bloque                                 | Inicio del Mandato | Fin del Mandato |
| ---------------------- | ---------------------------------------- | --------- | -------------------------------------- | ------------------ | --------------- |
| Anta                   | Marcela del Valle Leguina                |           | Justicialista Gustavo Sáenz Conducción | 2021               | 2025            |
| Anta                   | Alejandra Beatriz Navarro                |           | Más Salta                              | 2021               | 2023            |
| Anta                   | Javier Marcelo Paz                       |           | Justicialista Gustavo Sáenz Conducción | 2021               | 2025            |
| Cachi                  | Federico Miguel Cañizares                |           | Justicialista Gustavo Sáenz Conducción | 2021               | 2025            |
| Cafayate               | Patricio Peñalba Arias                   |           | Justicialista Gustavo Sáenz Conducción | 2021               | 2025            |
| Capital                | Bernardo José Biella Calvet              |           | Salta Independiente                    | 2021               | 2025            |
| Capital                | Laura Deolinda Cartuccia                 |           | Justicialista Gustavo Sáenz Conducción | 2019               | 2023            |
| Capital                | Roque Ramón Cornejo Avellaneda           |           | Ahora Patria                           | 2021               | 2025            |
| Capital                | Isabel Marcelina de Vita                 |           | Frente de Todos                        | 2021               | 2025            |
| Capital                | Omar Exeni Armiñana                      |           | Justicialista Gustavo Sáenz Conducción | 2019               | 2023            |
| Capital                | María Cristina Fiore Viñuales            |           | Confluir                               | 2019               | 2023            |
| Capital                | María Cristina Frísoli                   |           | Salta Independiente                    | 2021               | 2025            |
| Capital                | Mónica Gabriela Juárez                   |           | 8 de Octubre                           | 2019               | 2023            |
| Capital                | Víctor Manuel "Vitín" Lamberto           |           | Salta Tiene Futuro                     | 2021               | 2025            |
| Capital                | David Jesús Leiva                        |           | Memoria y Movilización Social          | 2021               | 2025            |
| Capital                | Julieta Estefanía Perdigón Weber         |           | Salta Federal                          | 2021               | 2023            |
| Capital                | Noelia Cecilia Rigó Barea                |           | Justicialista Gustavo Sáenz Conducción | 2019               | 2023            |
| Capital                | Juan Esteban Romero                      |           | Salta Tiene Futuro                     | 2021               | 2025            |
| Capital                | Juan Carlos Francisco Roque Posse        |           | Salta Tiene Futuro                     | 2021               | 2025            |
| Capital                | María Verónica Saicha Ibáñez             |           | Salta Tiene Futuro                     | 2021               | 2025            |
| Capital                | Enrique Daniel Sansone                   |           | Salta Tiene Futuro                     | 2019               | 2023            |
| Capital                | Sofía Sierra                             |           | PRO                                    | 2021               | 2025            |
| Capital                | Adrián Alfredo Valenzuela Giantomasi     |           | Justicialista Gustavo Sáenz Conducción | 2019               | 2023            |
| Capital                | María del Socorro Villamayor             |           | Salta Tiene Futuro                     | 2019               | 2023            |
| Cerrillos              | Luis Fernando Albeza                     |           | Justicialista Gustavo Sáenz Conducción | 2019               | 2023            |
| Cerrillos              | Gonzalo Caro Dávalos                     |           | Justicialista Gustavo Sáenz Conducción | 2019               | 2023            |
| Chicoana               | María Del Socorro López                  |           | Justicialista Gustavo Sáenz Conducción | 2021               | 2025            |
| General Güemes         | Germán Darío Rallé                       |           | Justicialista Gustavo Sáenz Conducción | 2019               | 2023            |
| General Güemes         | Daniel Alejandro Segura Giménez          |           | Más Salta                              | 2019               | 2023            |
| General San Martín     | Ana Laura Córdoba                        |           | Justicialista Gustavo Sáenz Conducción | 2019               | 2023            |
| General San Martín     | Franco Estéban Francisco Hernández Berni |           | Frente de Todos                        | 2019               | 2023            |
| General San Martín     | Matías Monteagudo                        |           | Unión Salteña                          | 2019               | 2023            |
| General San Martín     | Gladys Lidia Paredes                     |           | Más Salta                              | 2021               | 2025            |
| General San Martín     | Jorge Miguel Restom                      |           | Frente de Todos                        | 2021               | 2025            |
| General San Martín     | Santiago Raúl Vargas                     |           | Unión Salteña                          | 2021               | 2025            |
| Guachipas              | Ernesto Gerardo Guanca                   |           | Justicialista Gustavo Sáenz Conducción | 2019               | 2023            |
| Iruya                  | Ricardo Germán Vargas                    |           | Justicialista Gustavo Sáenz Conducción | 2021               | 2025            |
| La Caldera             | Gustavo Javier Pantaleón                 |           | Salta en Libertad                      | 2019               | 2023            |
| La Candelaria          | Francisco Fabio Rodríguez                |           | Justicialista Gustavo Sáenz Conducción | 2019               | 2023            |
| La Poma                | Roberto Ángel Bonifacio                  |           | Justicialista Gustavo Sáenz Conducción | 2019               | 2023            |
| La Viña                | Esteban Amat Lacroix                     |           | Justicialista Gustavo Sáenz Conducción | 2019               | 2023            |
| Los Andes              | Azucena Atanasia Salva                   |           | Justicialista Gustavo Sáenz Conducción | 2019               | 2023            |
| Metán                  | Gustavo Bernardo Dantur                  |           | Más Salta                              | 2021               | 2025            |
| Metán                  | Nancy Liliana Jaime                      |           | Más Salta                              | 2021               | 2025            |
| Metán                  | Antonio Sebastián Otero                  |           | Salta Tiene Futuro                     | 2021               | 2025            |
| Molinos                | Fabio Enrique López                      |           | Justicialista Gustavo Sáenz Conducción | 2019               | 2023            |
| Orán                   | Carolina Rosana Ceaglio                  |           | Justicialista Gustavo Sáenz Conducción | 2021               | 2025            |
| Orán                   | Patricia del Carmen Hucena               |           | Justicialista Gustavo Sáenz Conducción | 2019               | 2023            |
| Orán                   | Jorgelina Silvana Juárez                 |           | Frente de Todos                        | 2019               | 2023            |
| Orán                   | Martín Miguel Pérez                      |           | Justicialista Gustavo Sáenz Conducción | 2019               | 2023            |
| Orán                   | Teodora Ramona Riquelme                  |           | Justicia Social                        | 2021               | 2025            |
| Orán                   | Claudia Gloria Seco                      |           | Salta Tiene Futuro                     | 2021               | 2025            |
| Rivadavia              | Moisés Justiniano Balderrama             |           | Justicialista Gustavo Sáenz Conducción | 2021               | 2025            |
| Rivadavia              | Rogelio Guaipo Segundo                   |           | Justicialista Gustavo Sáenz Conducción | 2021               | 2025            |
| Rosario de la Frontera | Pablo Raúl Alejandro Gómez               |           | Frente de Todos                        | 2021               | 2025            |
| Rosario de la Frontera | Gustavo Orlando Orozco                   |           | Cambia Salta (TAC)                     | 2021               | 2025            |
| Rosario de Lerma       | Jorge Ignacio Jarsún Lamónaca            |           | Salta Tiene Futuro                     | 2019               | 2022            |
| Rosario de Lerma       | Lino Fernando Yonar                      |           | Justicialista Gustavo Sáenz Conducción | 2019               | 2023            |
| San Carlos             | Elena Nahir Díaz                         |           | Justicialista Gustavo Sáenz Conducción | 2021               | 2023            |
| Santa Victoria         | Osvaldo Francisco Acosta                 |           | Justicialista Gustavo Sáenz Conducción | 2019               | 2023            |

| 2019-2021              | 2019-2021                                | 2019-2021 | 2019-2021                                         | 2019-2021          | 2019-2021       |
| Departamento           | Diputado                                 | Bloque    | Bloque                                            | Inicio del Mandato | Fin del Mandato |
| ---------------------- | ---------------------------------------- | --------- | ------------------------------------------------- | ------------------ | --------------- |
| Anta                   | Alejandra Beatriz Navarro                |           | Más Salta                                         | 2017               | 2021            |
| Anta                   | Javier Marcelo Paz                       |           | Justicialista Gustavo Sáenz Conducción            | 2017               | 2021            |
| Anta                   | Pedro Sández                             |           | 8 de Octubre                                      | 2017               | 2021            |
| Cachi                  | Marcelo Rubén Oller Zamar                |           | Justicialista Gustavo Sáenz Conducción            | 2017               | 2021            |
| Cafayate               | Sergio Daniel Cisneros                   |           | Justicialista Gustavo Sáenz Conducción            | 2017               | 2021            |
| Capital                | Laura Deolinda Cartuccia                 |           | Salta Tiene Futuro                                | 2019               | 2023            |
| Capital                | Héctor Martín Chibán                     |           | Adelante Salta- Radicales en Juntos por el Cambio | 2017               | 2021            |
| Capital                | Omar Exeni Armiñana                      |           | Todos por Salta                                   | 2019               | 2023            |
| Capital                | Isabel Marcelina de Vita                 |           | Frente para la Victoria                           | 2017               | 2021            |
| Capital                | Claudio Ariel del Plá                    |           | Partido Obrero                                    | 2017               | 2021            |
| Capital                | Ricardo Javier Diez Villa                |           | Salta Tiene Futuro                                | 2017               | 2021            |
| Capital                | María Cristina Fiore Viñuales            |           | Partido Renovador de Salta                        | 2019               | 2023            |
| Capital                | Manuel Santiago Godoy                    |           | Justicialista                                     | 2017               | 2021            |
| Capital                | Mónica Gabriela Juárez                   |           | 8 de Octubre                                      | 2019               | 2023            |
| Capital                | Julio Aurelio Moreno                     |           | Ahora Patria                                      | 2017               | 2021            |
| Capital                | Mario Enrique Moreno Ovalle              |           | Salta Tiene Futuro                                | 2017               | 2021            |
| Capital                | Teófilo Nicolás Puentes                  |           | Salta Tiene Futuro                                | 2019               | 2021            |
| Capital                | Noelia Cecilia Rigó Barea                |           | Salta Tiene Futuro                                | 2019               | 2023            |
| Capital                | Enrique Daniel Sansone                   |           | Salta Tiene Futuro                                | 2019               | 2023            |
| Capital                | Andrés Rafael Suriani                    |           | PRO Cambiemos/Unidos por el Cambio                | 2017               | 2021            |
| Capital                | Adrián Alfredo Valenzuela Giantomasi     |           | Justicialista Gustavo Sáenz Conducción            | 2019               | 2023            |
| Capital                | María Silvia Varg                        |           | Salta Tiene Futuro                                | 2017               | 2021            |
| Capital                | María del Socorro Villamayor             |           | Salta Tiene Futuro                                | 2019               | 2023            |
| Capital                | Carlos Raúl Zapata                       |           | Ahora Patria                                      | 2019               | 2021            |
| Cerrillos              | Luis Fernando Albeza                     |           | 8 de Octubre                                      | 2019               | 2023            |
| Cerrillos              | Gonzalo Caro Dávalos                     |           | Justicialista Gustavo Sáenz Conducción            | 2019               | 2023            |
| Chicoana               | María Del Socorro López                  |           | Justicialista Gustavo Sáenz Conducción            | 2017               | 2021            |
| General Güemes         | Germán Darío Rallé                       |           | Justicialista Gustavo Sáenz Conducción            | 2019               | 2023            |
| General Güemes         | Daniel Alejandro Segura Giménez          |           | Bicentenario de Martín Miguel de Guemes           | 2019               | 2023            |
| General San Martín     | Ana Laura Córdoba                        |           | Justicialista Gustavo Sáenz Conducción            | 2019               | 2023            |
| General San Martín     | Franco Estéban Francisco Hernández Berni |           | Frente para la Victoria                           | 2019               | 2023            |
| General San Martín     | Valeria Alejandra Fernández              |           | Unión Cívica Radical                              | 2019               | 2021            |
| General San Martín     | Luis Antonio Hoyos                       |           | Frente para la Victoria                           | 2019               | 2021            |
| General San Martín     | Matías Monteagudo                        |           | Unión Cívica Radical                              | 2019               | 2023            |
| General San Martín     | Gladys Lidia Paredes                     |           | Más Salta                                         | 2017               | 2021            |
| Guachipas              | Ernesto Gerardo Guanca                   |           | Justicialista Gustavo Sáenz Conducción            | 2019               | 2023            |
| Iruya                  | Roberto Poclava                          |           | Justicialista Gustavo Sáenz Conducción            | 2017               | 2021            |
| La Caldera             | Gustavo Javier Pantaleón                 |           | Justicialista Gustavo Sáenz Conducción            | 2019               | 2023            |
| La Candelaria          | Francisco Fabio Rodríguez                |           | Justicialista Gustavo Sáenz Conducción            | 2021               | 2023            |
| La Poma                | Roberto Ángel Bonifacio                  |           | Justicialista Gustavo Sáenz Conducción            | 2019               | 2023            |
| La Viña                | Esteban Amat Lacroix                     |           | Justicialista Gustavo Sáenz Conducción            | 2019               | 2023            |
| Los Andes              | Azucena Atanasia Salva                   |           | Justicialista Gustavo Sáenz Conducción            | 2019               | 2023            |
| Metán                  | Emma Fátima Lanocci                      |           | Justicialista Gustavo Sáenz Conducción            | 2019               | 2021            |
| Metán                  | Gladys Rosa Moisés                       |           | Cambiemos PRO                                     | 2017               | 2021            |
| Metán                  | Antonio Sebastián Otero                  |           | Más Salta                                         | 2017               | 2021            |
| Molinos                | Fabio Enrique López                      |           | Justicialista Gustavo Sáenz Conducción            | 2019               | 2023            |
| Orán                   | Amelia Elizabeth Acosta                  |           | Salta Tiene Futuro                                | 2019               | 2021            |
| Orán                   | Patricia del Carmen Hucena               |           | Justicialista Gustavo Sáenz Conducción            | 2019               | 2023            |
| Orán                   | Jorgelina Silvana Juárez                 |           | Frente para la Victoria                           | 2019               | 2023            |
| Orán                   | Baltasar Lara Gros                       |           | Partido Renovador de Salta                        | 2017               | 2021            |
| Orán                   | Iván Guerino del Milagro Mizzau          |           | Frente para la Victoria                           | 2017               | 2021            |
| Orán                   | Martín Miguel Pérez                      |           | Justicialista Gustavo Sáenz Conducción            | 2019               | 2023            |
| Rivadavia              | José Federico Rodríguez                  |           | Salta Tiene Futuro                                | 2017               | 2021            |
| Rivadavia              | Jesús Ramón Villa                        |           | Frente para la Victoria                           | 2017               | 2021            |
| Rosario de la Frontera | Gustavo Orlando Orozco                   |           | Justicialista Gustavo Sáenz Conducción            | 2017               | 2021            |
| Rosario de la Frontera | Emilia Rosa Figueroa                     |           | Justicialista Gustavo Sáenz Conducción            | 2018               | 2021            |
| Rosario de Lerma       | Jorge Ignacio Jarsún Lamónaca            |           | Todos por Salta                                   | 2019               | 2023            |
| Rosario de Lerma       | Lino Fernando Yonar                      |           | Justicialista Gustavo Sáenz Conducción            | 2019               | 2023            |
| San Carlos             | Eduardo Ramón Díaz                       |           | Justicialista Gustavo Sáenz Conducción            | 2019               | 2021            |
| Santa Victoria         | Osvaldo Francisco Acosta                 |           | Justicialista Gustavo Sáenz Conducción            | 2019               | 2023            |

| 2017-2019              | 2017-2019                       | 2017-2019                                       | 2017-2019 | 2017-2019                       | 2017-2019          | 2017-2019       |
| Departamento           | Diputado                        | Partido                                         | Bloque    | Bloque                          | Inicio del Mandato | Fin del Mandato |
| ---------------------- | ------------------------------- | ----------------------------------------------- | --------- | ------------------------------- | ------------------ | --------------- |
| Anta                   | Alejandra Beatriz Navarro       | Frente Ciudadano para la Victoria               |           | Frente para la Victoria         | 2017               | 2021            |
| Anta                   | Javier Marcelo Paz              | Partido Justicialista                           |           | Justicialista                   | 2017               | 2021            |
| Anta                   | Pedro Sández                    | Frente Salteño                                  |           | Justicialista                   | 2017               | 2021            |
| Cachi                  | Marcelo Rubén Oller Zamar       | Frente Unidad y Renovación                      |           | Justicialista                   | 2017               | 2021            |
| Cafayate               | Sergio Daniel Cisneros          | Frente Unidad y Renovación                      |           | Justicialista                   | 2017               | 2021            |
| Capital                | Arturo César Alberto Borelli    | Partido Obrero                                  |           | Partido Obrero                  | 2015               | 2019            |
| Capital                | Héctor Martín Chibán            | Unión Cívica Radical                            |           | Unión Cívica Radical            | 2017               | 2021            |
| Capital                | Martín de los Ríos Plaza        | PRO-Propuesta Republicana                       |           | Cambiemos-PRO                   | 2015               | 2019            |
| Capital                | Isabel Marcelina de Vita        | Frente Ciudadano para la Victoria               |           | Frente para la Victoria         | 2017               | 2021            |
| Capital                | Claudio Ariel del Plá           | Frente de Izquierda–PO–PTS                      |           | Partido Obrero                  | 2017               | 2021            |
| Capital                | Ricardo Javier Diez Villa       | Un Cambio para Salta                            |           | Un Cambio para Salta            | 2017               | 2021            |
| Capital                | Betty Daniela Gil               | Frente Romero+Olmedo                            |           | Un Cambio para Salta            | 2015               | 2019            |
| Capital                | Lucas Javier Godoy              | Partido Justicialista                           |           | Justicialista                   | 2015               | 2019            |
| Capital                | Manuel Santiago Godoy           | Partido Justicialista                           |           | Justicialista                   | 2017               | 2021            |
| Capital                | Guillermo Jesús Martinelli      | Frente Romero+Olmedo                            |           | Un Cambio para Salta            | 2015               | 2019            |
| Capital                | Julio Aurelio Moreno            | Salta Somos Todos                               |           | Un Cambio para Salta            | 2017               | 2021            |
| Capital                | Mario Enrique Moreno Ovalle     | Memoria y Movilización Social                   |           | Memoria y Movilización Social   | 2017               | 2021            |
| Capital                | José Matías Posadas             | Frente Plural                                   |           | Frente Plural                   | 2015               | 2019            |
| Capital                | Tomás Salvador Rodríguez        | Partido de la Victoria                          |           | Frente para la Victoria         | 2015               | 2019            |
| Capital                | Bettina Inés Romero             | Un Cambio para Salta                            |           | Un Cambio para Salta            | 2017               | 2019            |
| Capital                | Alejandro San Millán            | Frente Romero+Olmedo                            |           | Justicialista                   | 2015               | 2019            |
| Capital                | Andrés Rafael Suriani           | PRO-Propuesta Republicana                       |           | Cambiemos-PRO                   | 2017               | 2021            |
| Capital                | María Silvia Varg               | Un Cambio para Salta                            |           | Un Cambio para Salta            | 2017               | 2021            |
| Capital                | Humberto Alejandro Vázquez      | UCR–UNEN–PS                                     |           | Unión Cívica Radical            | 2015               | 2019            |
| Cerrillos              | Alberto Luis Abadía             | Partido Justicialista                           |           | Justicialista                   | 2015               | 2019            |
| Cerrillos              | Mario Raúl Ábalos               | Frente Romero+Olmedo                            |           | Frente Romero+Olmedo            | 2015               | 2019            |
| Chicoana               | María Del Socorro López         | Partido Justicialista                           |           | Justicialista                   | 2017               | 2021            |
| General Güemes         | Juan Emilio Fernández Molina    | Frente Romero+Olmedo                            |           | Justicialista                   | 2015               | 2019            |
| General Güemes         | Germán Darío Rallé              | Partido Justicialista                           |           | Justicialista                   | 2015               | 2019            |
| General San Martín     | Mario Oscar Ángel               | Partido de la Victoria                          |           | Frente para la Victoria         | 2015               | 2019            |
| General San Martín     | Dionel Ávalos                   | Partido Renovador de Salta                      |           | Partido Renovador de Salta      | 2015               | 2019            |
| General San Martín     | Luis Gerónimo Cisnero           | Frente Romero+Olmedo                            |           | Un Cambio para Salta            | 2015               | 2019            |
| General San Martín     | Mario René Mimessi              | Unión Cívica Radical                            |           | Unión Cívica Radical            | 2017               | 2019            |
| General San Martín     | Manuel Oscar Pailler            | Frente Ciudadano para la Victoria               |           | Frente para la Victoria         | 2017               | 2019            |
| General San Martín     | Gladys Lidia Paredes            | Frente Ciudadano para la Victoria               |           | Frente para la Victoria         | 2017               | 2021            |
| Guachipas              | Ellio Renee Flores Royano       | Frente Justicialista Renovador para la Victoria |           | Justicialista                   | 2016               | 2019            |
| Iruya                  | Roberto Poclava                 | Partido Justicialista                           |           | Justicialista                   | 2017               | 2021            |
| La Caldera             | Rosana Silvia Guantay           | Partido de la Victoria                          |           | Frente para la Victoria         | 2015               | 2019            |
| La Candelaria          | Segundo César Soria             | Partido Justicialista                           |           | Justicialista                   | 2015               | 2019            |
| La Poma                | Mario Valentín Sarapura         | Partido de la Victoria                          |           | Frente para la Victoria         | 2015               | 2019            |
| La Viña                | Esteban Amat Lacroix            | Frente Justicialista Renovador para la Victoria |           | Justicialista                   | 2015               | 2019            |
| Los Andes              | César Joaquín Córdoba           | Partido Justicialista                           |           | Justicialista                   | 2015               | 2019            |
| Metán                  | Héctor Daniel D'Auría           | Partido Justicialista                           |           | Justicialista                   | 2017               | 2019            |
| Metán                  | Gladys Rosa Moisés              | PRO-Propuesta Republicana                       |           | Cambiemos-PRO                   | 2017               | 2021            |
| Metán                  | Antonio Sebastián Otero         | Partido Renovador de Salta                      |           | Partido Renovador de Salta      | 2017               | 2021            |
| Molinos                | Javier Alberto Vázquez          | Partido Justicialista                           |           | Justicialista                   | 2015               | 2019            |
| Orán                   | Sebastián José Domínguez        | Un Cambio para Salta                            |           | Fuerza Salta                    | 2017               | 2019            |
| Orán                   | Baltasar Lara Gros              | Frente Unidad y Renovación                      |           | Partido Renovador de Salta      | 2017               | 2021            |
| Orán                   | Norma Lilian Lizárraga          | Frente Romero+Olmedo                            |           | Cambiemos-PRO                   | 2015               | 2019            |
| Orán                   | Iván Guerino del Milagro Mizzau | Frente Ciudadano para la Victoria               |           | Crecer                          | 2017               | 2021            |
| Orán                   | Argentina Margarita Ramírez     | Movimiento Popular Unido                        |           | Justicialista                   | 2015               | 2019            |
| Orán                   | Gustavo Ariel Ruiz              | Movimiento Popular Unido                        |           | Justicialista                   | 2015               | 2019            |
| Rivadavia              | José Federico Rodríguez         | Frente Unidad y Renovación                      |           | Un Cambio para Salta            | 2017               | 2021            |
| Rivadavia              | Jesús Ramón Villa               | Frente Ciudadano para la Victoria               |           | Frente para la Victoria         | 2017               | 2021            |
| Rosario de la Frontera | Gustavo Orlando Orozco          | Salta Somos Todos                               |           | Con Seguridad Salta Somos Todos | 2017               | 2021            |
| Rosario de la Frontera | Kuldeep Singh                   | Frente Salteño                                  |           | Un Cambio para Salta            | 2017               | 2018            |
| Rosario de Lerma       | Antonio Nicolás Taibo           | Partido Renovador de Salta                      |           | Justicialista                   | 2015               | 2019            |
| Rosario de Lerma       | Mario Alberto Vilca             | Frente Romero+Olmedo                            |           | Justicialista                   | 2015               | 2019            |
| San Carlos             | Cristina del Valle Rodríguez    | Frente Romero+Olmedo                            |           | Justicialista                   | 2015               | 2019            |
| Santa Victoria         | Enrique Domínguez               | Partido Justicialista                           |           | Justicialista                   | 2015               | 2019            |